# Bulgarije op de Paralympische Zomerspelen 2012
Bulgarije deed mee aan de Paralympische Zomerspelen 2012. Acht sporters vertegenwoordigden het land en wonnen in totaal drie medailles. Tijdens de Paralympische Zomerspelen 1988 en Paralympische Zomerspelen 1992 werden er ook drie medailles gewonnen. Tot nu toe is dat het meest wat Bulgarije ooit heeft gewonnen. Opgemerkt moet worden dat er in die twee Spelen er minimaal één gouden medaille werd gewonnen.

## Medailleoverzicht
| Medaille | Naam              | Sport    | Onderdeel                   |
| -------- | ----------------- | -------- | --------------------------- |
| Zilver   | Stela Eneva       | Atletiek | Vrouwen kogelstoten F57/58  |
| Zilver   | Stela Eneva       | Atletiek | Vrouwen discuswerpen F57/58 |
| Brons    | Radoslav Zlatanov | Atletiek | Mannen verspringen F13      |

## Deelnemers en resultaten
Legenda
- DNS = Niet gestart
- EU = Europees record
- GW = Geen geldige worp
- PB = Persoonlijk record
- Q = Gekwalificeerd voor de volgende ronde

### Atletiek
Mannen
| Naam              | Onderdeel              | Resultaten                    | Rang  |
| ----------------- | ---------------------- | ----------------------------- | ----- |
| Dechko Ovcharov   | Discuswerpen F42       | GW                            | -     |
| Dechko Ovcharov   | Speerwerpen F42        | 43.69 meter                   | 8e    |
| Ruzhdi Ruzhdi     | Kogelstoten F54/55/56  | 9.78 meter                    | 15e   |
| Ruzhdi Ruzhdi     | Discuswerpen F54/55/56 | 30.47 meter                   | 11e   |
| Ruzhdi Ruzhdi     | Speerwerpen F54/55/56  | GW                            | -     |
| Mustafa Yuseinov  | Kogelstoten F54/55/56  | 9.57 meter                    | 16e   |
| Mustafa Yuseinov  | Discuswerpen F54/55/56 | 32.56 meter                   | 8e    |
| Mustafa Yuseinov  | Speerwerpen F54/55/56  | 25.85 meter                   | 9e    |
| Radoslav Zlatanov | Verspringen F13        | 6.81 meter PB                 | Brons |
| Radoslav Zlatanov | 100 meter T13          | Finale: 11.25 Series: 11.10 Q | 6e    |
| Radoslav Zlatanov | 200 meter T13          | Series: DNS                   | -     |

Vrouwen
| Naam             | Onderdeel             | Resultaten     | Rang   |
| ---------------- | --------------------- | -------------- | ------ |
| Stela Eneva      | Discuswerpen F57/58   | 36.56 meter    | Zilver |
| Stela Eneva      | Kogelstoten F57/58    | 11.38 meter EU | Zilver |
| Ivanka Koleva    | Kogelstoten F57/58    | 9.10 meter     | 9e     |
| Ivanka Koleva    | Discuswerpen F57/58   | 23.15 meter    | 8e     |
| Ivanka Koleva    | Speerwerpen F57/58    | 14.73 meter    | 16e    |
| Daniela Todorova | Kogelstoten F54/55/56 | 6.83 meter     | 13e    |
| Daniela Todorova | Speerwerpen F54/55/56 | 19.25 meter PB | 6e     |

### Judo
Vrouwen
| Naam              | Onderdeel | Resultaten                                                                              | Rang |
| ----------------- | --------- | --------------------------------------------------------------------------------------- | ---- |
| Ivomira Mihaylova | +70 kg    | Herkansing: V 0001 - 100 van RUS I. Kalyanova Kwartfinale: V 0004 - 103 van TUR N. Akin | -    |

Afghanistan · Albanië · Algerije · Amerikaanse Maagdeneilanden · Andorra · Angola · Antigua en Barbuda · Argentinië · Armenië · Australië · Azerbeidzjan · Bahrein · Barbados · België · Belize · Benin · Bermuda · Bolivia · Bosnië en Herzegovina · Brazilië · Britse Maagdeneilanden · Brunei · Bulgarije · Burkina Faso · Burundi · Cambodja · Canada · Centraal-Afrikaanse Republiek · Chili · China · Chinees Taipei · Colombia · Comoren · Congo-Brazzaville · Congo-Kinshasa · Cookeilanden · Costa Rica · Cuba · Cyprus · Denemarken · Djibouti · Dominica · Dominicaanse Republiek · Duitsland · Ecuador · Egypte · El Salvador · Equatoriaal-Guinea · Eritrea · Estland · Ethiopië · Faeröer · Fiji · Filipijnen · Finland · Frankrijk · Gabon · Gambia · Georgië · Ghana · Grenada · Griekenland · Groot-Brittannië · Guam · Guatemala · Guinee · Guinee‑Bissau · Guyana · Haïti · Honduras · Hongarije · Hongkong · Ierland · IJsland · India · Indonesië · Irak · Iran · Israël · Italië · Ivoorkust · Jamaica · Japan · Jemen · Jordanië · Kaaimaneilanden · Kaapverdië · Kameroen · Kazachstan · Kenia · Kirgizië · Kiribati · Koeweit · Kroatië · Laos · Lesotho · Letland · Libanon · Liberia · Libië · Liechtenstein · Litouwen · Luxemburg · Macau · Macedonië · Madagaskar · Maldiven · Maleisië · Mali · Malta · Marshalleilanden · Marokko · Mauritanië · Mauritius · Mexico · Micronesia · Moldavië · Monaco · Mongolië · Montenegro · Mozambique · Myanmar · Namibië · Nauru · Nederland · Nepal · Nicaragua · Nieuw-Zeeland · Niger · Nigeria · Noord-Korea · Noorwegen · Oeganda · Oekraïne · Oezbekistan · Oman · Oostenrijk · Oost-Timor · Pakistan · Palau · Palestina · Panama · Papoea-Nieuw-Guinea · Paraguay · Peru · Polen · Portugal · Puerto Rico · Qatar · Roemenië · Rusland · Rwanda · Saint Kitts en Nevis · Saint Lucia · Saint Vincent en Grenadines · Salomonseilanden · Samoa · San Marino · Saoedi-Arabië · Senegal · Servië · Seychellen · Sierra Leone · Singapore · Slovenië · Slowakije · Soedan · Somalië · Spanje · Sri Lanka · Suriname · Swaziland · Syrië · Tadzjikistan · Tanzania · Thailand · Togo · Tonga · Trinidad en Tobago · Tsjaad · Tsjechië · Tunesië · Turkije · Turkmenistan · Tuvalu · Uruguay · Vanuatu · Venezuela · Verenigde Arabische Emiraten · Verenigde Staten · Vietnam · Wit-Rusland · Zambia · Zimbabwe · Zuid-Afrika · Zuid-Korea · Zweden · Zwitserland
Niet deelgenomen: Botswana · Malawi